# Império do Divino Espírito Santo da Infância

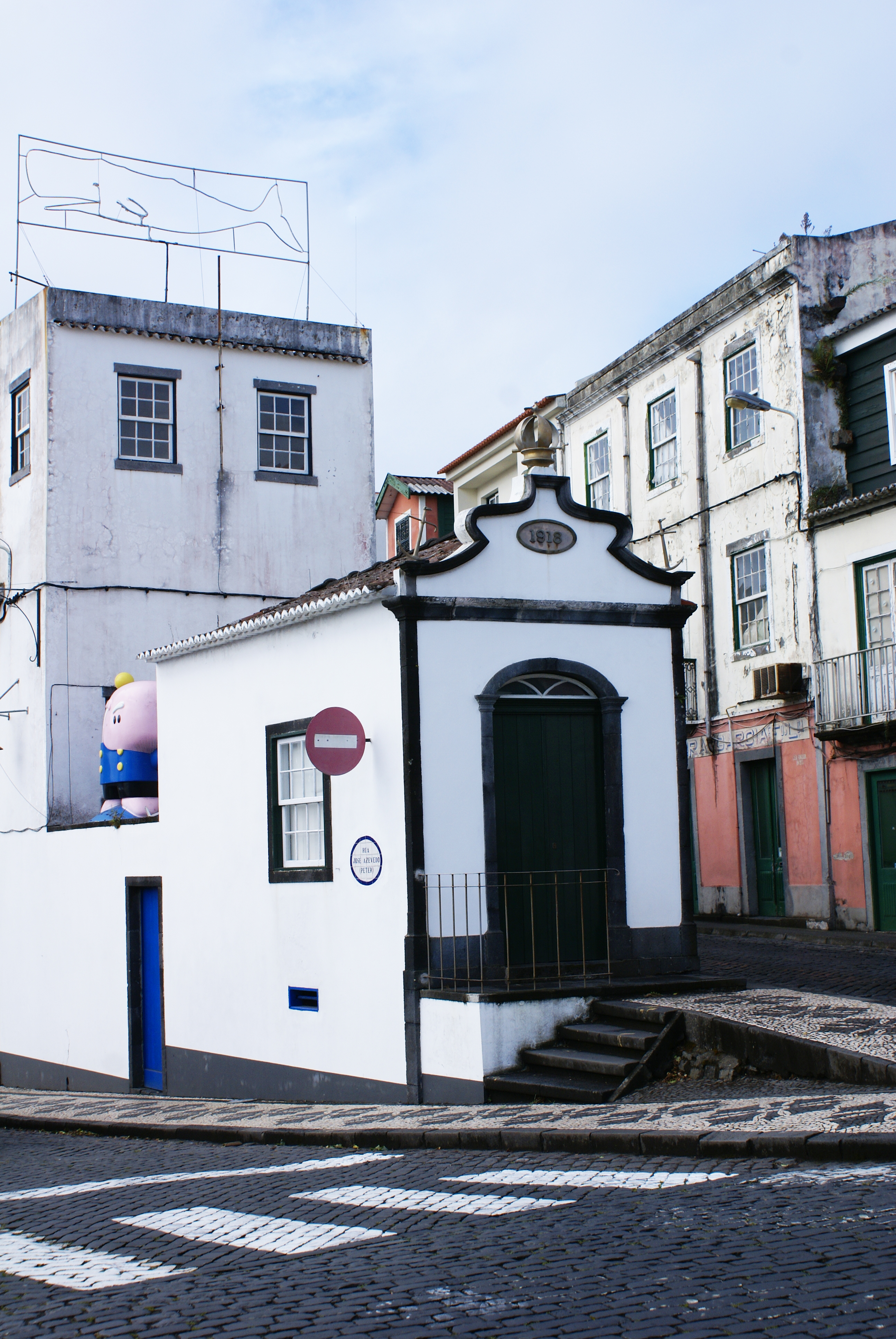
Império do Espírito da Infância, Horta.

O Império do Divino Espírito Santo da Infância é um Império do Espírito Santo português que se localiza na quase no centro da cidade da horta, ilha do Faial, arquipélago dos Açores.
Este Império do Espírito Santo que se localiza quase no centro da cidade da Horta é pertença da Família Azevedo e ostenta na fachada a data de 1918. Este império é detentor de uma rara Coroa do Espírito Santo feita em marfim e osso de baleia de que não há registo existir outra do género em Portugal.
Esta festas em honra do Divino são feitas neste império na terça feira de Pentecostes.